# Pixelfed
Pixelfed és un sistema per compartir imatges en forma de programari lliure, que utilitza el protocol ActivityPub per a federar-se amb el Fedivers, llançat a mitjans del mes d'abril de 2018 pel desenvolupador canadenc Daniel Supernault. Permet compartir imatges amb Friendica, Mastodon, Nextcloud, PeerTube, Pleroma, etc. Com que és programari lliure i de codi obert, és possible instal·lar la vostra pròpia instància, mentre us connecteu a aquesta federació del Fedivers.
De vegades es presenta com una alternativa a Instagram (propietat de Facebook) i la seva política de censura, les dades de la qual permet importar.
El sistema està desenvolupat amb el llenguatge de scripting PHP i utilitza el framework Laravel.
Utilitza una interfície d'usuari anomenada Compose UI que permet que quan es carreguen imatges fer canvis en el seu aspecte colorimètric. També és possible incloure publicacions PixelFed a qualsevol pàgina web, mitjançant l'etiqueta incrustada. També inclou eines de moderació i un concepte anomenat "històries", que permeten intercanviar històries entre instàncies de PixelFed o altres instàncies d'ActivityPub que admeten aquest tipus d'activitat (en el sentit d'ActivityPub).